# Tô Fora
"Tô Fora" é um single da carreira da cantora pop brasileira Kelly Key, sendo a primeira canção promocional lançada em seu quinto álbum em estúdio, intitulado Pra Brilhar. Lançada oficialmente em 20 de agosto de 2008, e compôs a trilha sonora do seriado Malhação.

## Composição e desenvolvimento
Composta por Willian Razzy, a canção explora o tema da garota que percebe que seu namorado não lhe merece e passa a se dar valor, terminando com o rapaz e reconstruindo sua vida sem ele, caindo na vertente já utilizada outras vezes pela cantora do feminismo. A canção explora uma sonoridade diferente das utilizadas pela cantora, contendo uma marcação mais visível de guitarra e bateria, e suavizando elementos pop.

## Divulação e Desempenho
A canção teve sua performance de estreia na televisão no especial comandado pela cantora Ivete Sangalo, Estação Globo. Também passou pelo Show da Virada. Sua estréia na rádio ocorreu pela Transamerica, passando posteriormente para outras rádios como Jovem Pan, dentre outas. A canção ainda entrou para a trilha sonora nacional da temporada de 2008 do seriado Malhação, que havia se iniciado no final de 2007.

## Recepção e Crítica
A canção recebeu críticas positivas. A Folha de S.Paulo classificou a canção como um "amadurecimento de Kelly Key perante o público jovem que cresce com ela". A UOL declarou que a canção era "o novo hit do verão 2008" e acrescentou que a canção trazia uma sonoridade diferente, mais amadurecida. O site Cast declarou que a nova canção de Kelly Key mostrava uma fase mais amadurecida da cantora e acrescentou dizendo que a canção estava tendo grande aceitação dos fãs e do público. A 93 FM declarou que o a canção era bem produzida.